# FSFAB Cadre-45/2-Weltmeisterschaft 1907

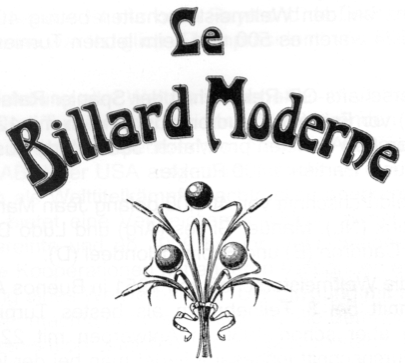
Emblem der FSFAB

Veranstaltungsort: Paris

Die FSFAB Weltmeisterschaften im Cadre 35/2 und 45/2 1907 war die 2. Cadre 45/2 Weltmeisterschaft der Amateure der FSFAB. Das Turnier fand vom 5. bis zum 15. März 1907 in Paris, Frankreich, statt. Parallel zu denen der FSFAB wurden auch Weltmeisterschaften der Fédération Française de Billard (FFB) ausgetragen.

## Geschichte
Das Turnier wurde auf dem Matchbillard mit 45 cm Abstrich der Cadrefelder ausgetragen. Damit war es zweite Cadre 45/2 Weltmeisterschaft. Sieger wurde wie schon 1904, 1905 und 1906 der Franzose Lucien Rérolle.

## Turniermodus
Das ganze Turnier wurde im Round Robin System bis 400 Punkte gespielt.
1. MP = Matchpunkte
2. GD = Generaldurchschnitt
3. HS = Höchstserie

## Abschlusstabelle
Es waren nicht mehr alle Turnierdaten zu ermitteln.

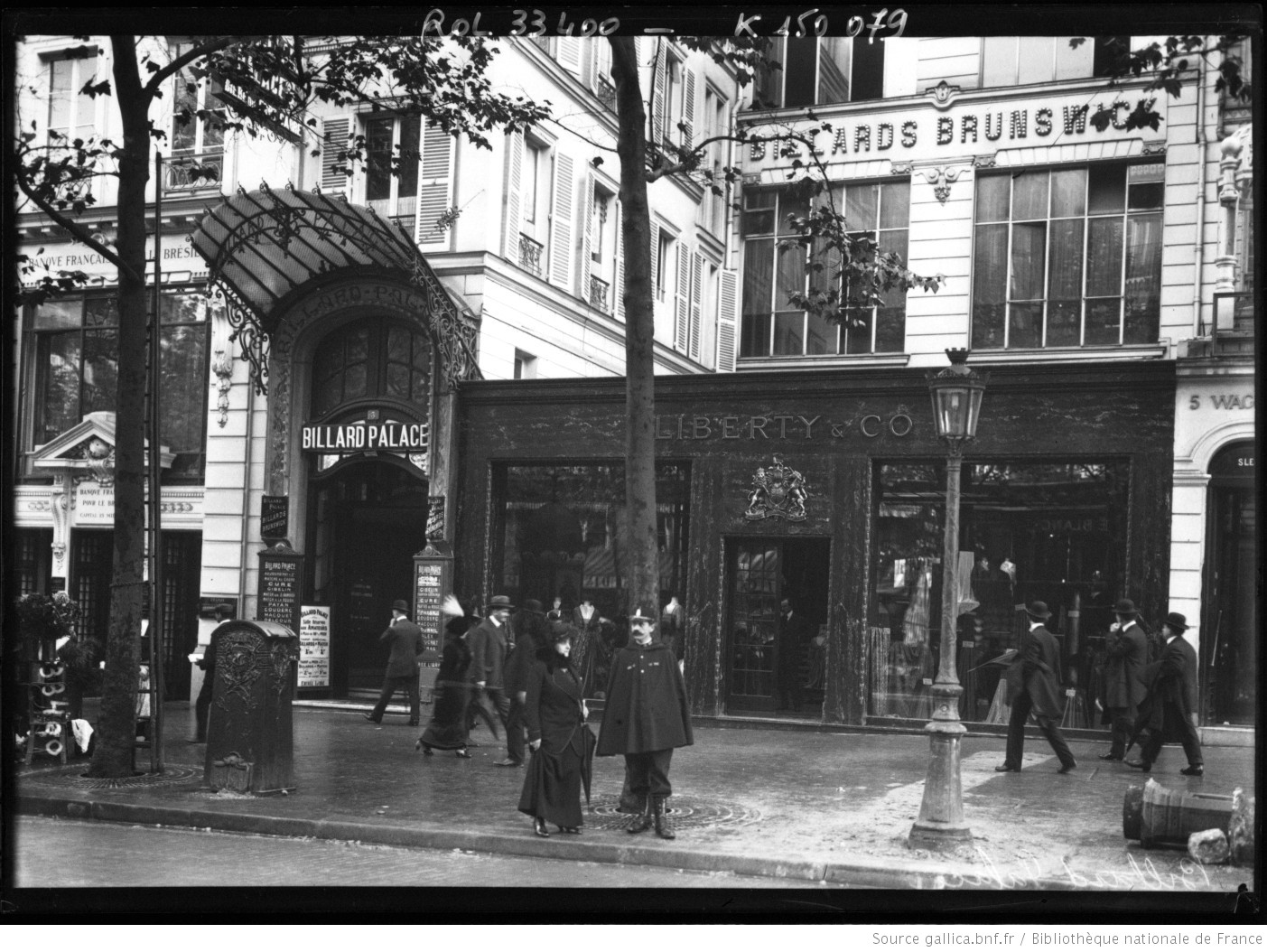
Cafè und Académie Billard-Palace (1913)

| MP    | Match Points (Sieger = 2; Unentschieden = 1; Verlierer = 0) |
| Pkte. | Erzielte Karambolagen                                       |
| Aufn. | Benötigte Versuche                                          |
| GD    | Generaldurchschnitt                                         |
| BED   | Bester Einzeldurchschnitt eines Spielers                    |
| HS    | Höchstserie                                                 |
|       | Bester GD des Turniers                                      |
|       | Bester ED des Turniers                                      |
|       | Beste HS des Turniers                                       |
|       | 1. Platz (Gold)                                             |
|       | 2. Platz (Silber)                                           |
|       | 3. Platz (Bronze)                                           |

| Platz | Name               | MP   | GD    | BED   | HS  |
| ----- | ------------------ | ---- | ----- | ----- | --- |
| 1     | Lucien Rérolle     | 10:0 | 20,40 | 26,66 | 103 |
| 2     | Charles Darantière | 6:4  | ?     | 16,66 | 130 |
| 3     | Arthur François    | 6:4  | ?     | ?     | ?   |
| 4     | Pasco              | 4:6  | ?     | ?     | ?   |
| 5     | Henri Blanc        | 4:6  | ?     | ?     | ?   |
| 6     | Robert Mortier     | 0:10 | ?     | ?     | ?   |